# Друичино (озеро)
Друичино — озеро в Лядской волости Плюсского района Псковской области в бассейне реки Яня.
Площадь — 0,07 км² (7,0 га). Максимальная глубина — 5,0 м, средняя глубина — 3,0 м.
На берегу озера населённых пунктов нет. К озеру есть подъезд по лесной дороге.
Тип озера был определён как окуневый, где водятся рыбы: окунь, щука, вьюн, плотва, карась.
Для озера характерно: отлогие частично заболоченные берега; дно илистое, в литорали местами с песком, заиленным песком; сплавины, коряги.